# Duchovnickoe
Duchovnickoe (in russo Духовницкое?) è un insediamento di tipo urbano dell'oblast' di Saratov, in Russia; è il centro amministrativo del distretto Duchovnickij.
Si trova nel nord della regione di Saratov sulla riva sinistra del Volga, di fronte alla città di Chvalynsk, 270 km a nord-est di Saratov.